# Сербские левые
«Сербские левые» (серб. Српска левица, СЛ) — политическая партия в Сербии. Была основана в 2022 году на базе Коммунистической партии.

## История
Партия была основана в январе 2022 года в результате переименования Коммунистической партии и смены курса. Руководителем партии был избран бывший председатель Исполнительного комитета Демократической партии  Радослав Милойчич. Бывший президент Компартии, Йошка Броз, был назначен почётным президентом СЛ.
Партия планировала участвовать в парламентских выборах 2022 года и выступить в качестве оппозиции президенту Вучичу и правящей Сербской прогрессивной партии, несмотря на то, что Йошка Броз ещё находился в провластной парламентской группе Социалистической партии Сербии. Однако в итоге «Сербские левые» не смогли принять участие в выборах.
На парламентских выборах 2023 года СЛ вошла в провластную коалицию вокруг Сербской прогрессивной партии и смогла получить одно место в парламенте.

## Участие в выборах

### Парламентские выборы
| Год  | Количество голосов | Процент голосов | Количество мандатов | Изменения | Коалиция                         | Статус           | Примечания |
| ---- | ------------------ | --------------- | ------------------- | --------- | -------------------------------- | ---------------- | ---------- |
| 2022 | Не участвовала     | Не участвовала  | 0 из 250            | ↘ 1       |                                  | Внепарламентская |            |
| 2023 | 1'783'701          | 48,01%          | 1 из 250            | ↗ 1       | Сербия не должна останавливаться | Правительство    |            |